# Лари Вучковић
Лари Вучковић (енгл. Larry Vuckovich; Котор, 8. децембар 1936) амерички је џез пијаниста и композитор српског порекла.

## Биографија
Вучковић као дечак похађа часове клавира у родном граду. Убрзо му се породица сели у Сједињене Америчке Државе где уживају политички азил, након што му је отац проглашен за ”сарадника окупатора” а сва имовина конфискована. Током 50 година дуге каријере, Лари Вучковић је сарађивао и наступао са низом значајних џез уметника као што су Декстер Гордон, Џон Хендрикс, Лаки Томпсон, Мел Луис, Тони Бенет, Душко Гојковић и многи други.
Добитник је награде за животно дело Нишвил џез фестивала за 2019. годину.

## Дискографија
- Blue Balkan (Inner City, 1980)
- City Sounds, Village Voices (Palo Alto, 1982)
- Cast Your Fate (Palo Alto, 1983)
- Blues for Red (Hot House, 1985)
- Tres Palabras (Concord Jazz, 1989)
- The Good Old Days Are Right Now (Sterling, 1992)
- Deja Vuk (Oglio, 1999)
- Young at Heart (Robbins Entertainment, 2000)
- Reunion (Tetrachord, 2004)
- Street Scene (Tetrachord, 2006)
- High Wall: Real Life Film Noir (Tetrachord, 2008)
- Somethin' Special (Tetrachord, 2011)
- A Pair of Pianos (Quicksilver, 2013)
- With Hadley Caliman
- Hadley Caliman (Mainstream, 1971)
- With Philly Joe Jones
- Round Midnight, 1980